# ارک-ا-سنو
ارک-ا-سنو (به فرانسوی: Arc-et-Senans) یک کمون در فرانسه است که در canton of Quingey واقع شده‌است. ارک-ا-سنو ۱۴٫۹۸ کیلومتر مربع مساحت دارد.